# Mascarão

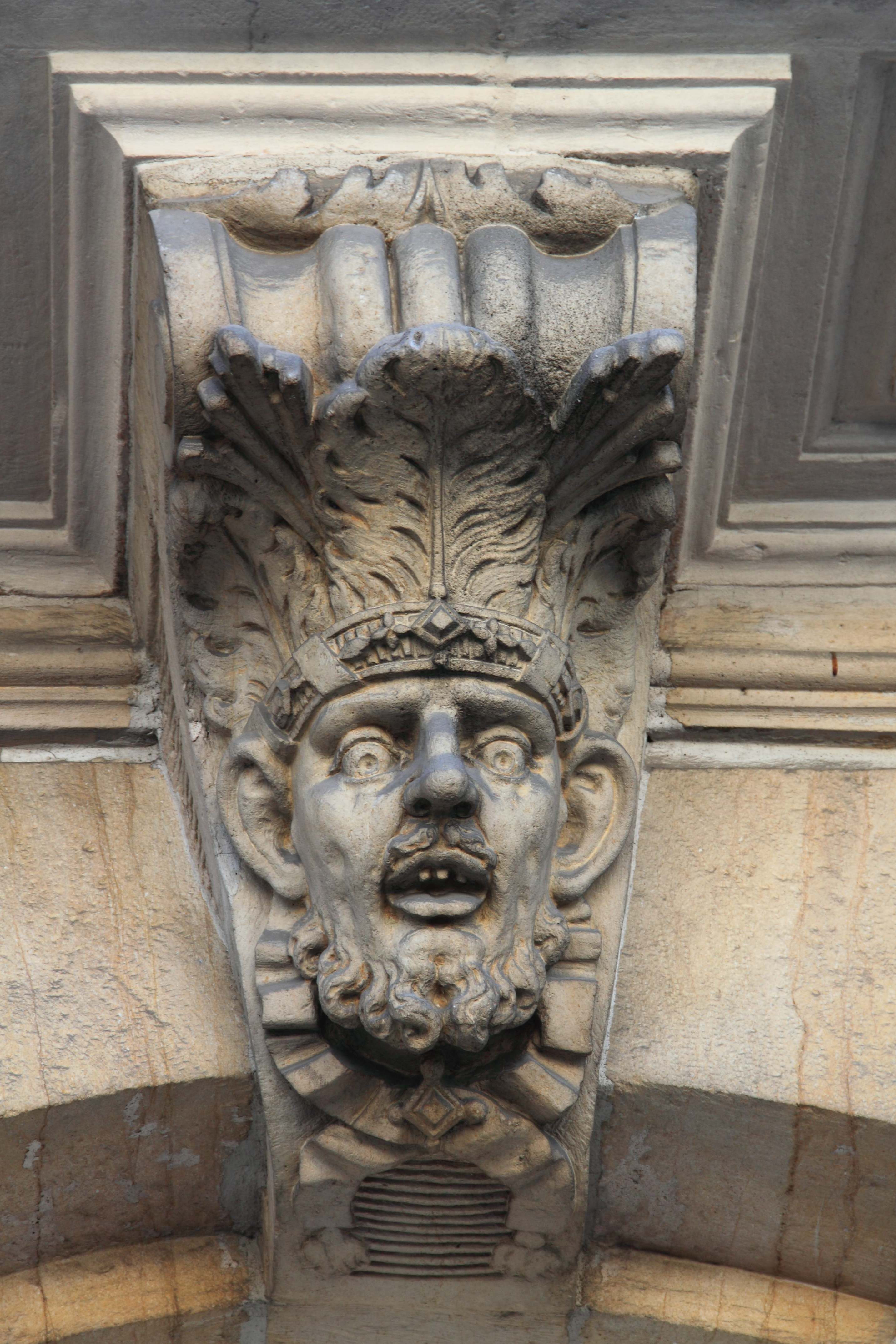
Mascarão no edifício da Bolsa de Nancy, na França.

Em arquitetura, um mascarão, também conhecido como carranca, cabeça ou quimera, é uma escultura de um rosto humano, de cariz decorativo, por vezes assustadora, cuja função originalmente era assustar espíritos malignos para que não entrassem nos edifícios. 
Os mascarões podiam ser esculpidos em pedra ou metal ou talhados em madeira, sendo que se costumam encontrar apostos nas padieiras, cimalhas, arcadas, frisos, áticos, fontes, chafarizes e lavabos.

## História
O conceito foi depois adaptado para se tornar um elemento puramente decorativo.
Mascarão era igualmente, na Roma antiga, uma peça de bronze que representava um rosto masculino, barbudo, encimado por uma argola. Os mascarões eram soldados nos lados opostos de um balde metálico e pelas suas argolas passava uma asa, igualmente metálica, através da qual o balde podia ser suspenso.
O mascarão foi usado, do séc. XVI ao séc. XVIII, como motivo decorativo em inúmeras fontes e chafarizes, constituindo o elemento bocal, por onde a água jorra. É também neste período que começam a ser usados para emoldurar cotas de armas, a encabeçar volutas, em entalhes de pavimento e a guarnecer peças de mobiliário. Na pintura, surge mormente como elemento decorativo, em pergaminhos e festões.
O mais recente estilo arquitectónico a fazer uso de mascarões foi o Beaux-Arts.

## Etimologia
A palavra mascarão entra no português por via do francês «mascaron» que, por sua vez, proveio do italiano mascherone, que significa «máscara grande».